# Mathilde Fibiger
Mathilde Lucie Fibiger (13. december 1830 i København – 17. juni 1872 i Aarhus) var en dansk forfatterinde, der i sin debutroman Clara Raphael fremsatte banebrydende tanker om kvindens frigørelse og hendes begrænsede muligheder for uddannelse, udvikling og uafhængighed.

## Familie og opvækst
Datter af Margrethe Cecilia Nielsen Aasen (1794-1844) og Officer og militærforfatter Johan Adolph Fibiger (31.5.1791 på Snoghøj Færgegård-26.8.1851 i København). Mathilde er født som den yngste af ni børn og voksede op i et hjem præget af litterære, politiske og nationale interesser.

## Arbejdsliv
Mathilde boede i en periode i København sammen med sin søster forfatteren Ilia Fibiger. De underviste, malede porcelæn og syede skjorter for at tjene penge. I sommeren 1852 boede hun nogle måneder på Rønnebæksholm ved Næstved hos Marie Toft og N.F.S. Grundtvig, hvor hun skrev sin anden roman. I 1856 fik hun tilkendt en årlig understøttelse på 80 rigsdaler af enkedronning Caroline Amalie, og med den i hånden kunne hun føre sin egen husholdning som syerske og oversætter fra tysk.
Finansminister C.E. Fenger hjalp hende til at få en uddannelse som telegrafist, hvorefter hun blev ansat i 1866 ved Den Danske Statstelegraf som den første kvindelige tjenestemand. Hun arbejdede først som telegrafist i fire år i Helsingør, var dernæst stationsbestyrer i Nysted og endte til sidst i Aarhus.

## Forfatterskab
Clara Raphael, Tolv Breve skildrer livet for en ung kvinde, der arbejder som guvernante i provinsen. Hendes ideer om hendes selvstændighed passer ikke lokalbefolkningen, og hun beslutter sig til at gøre Damernes Emancipation til sit livsmål. Der er klare paralleller mellem bogen og Mathilde Fibigers eget liv. Bogen udkom omkring jul 1850 (på titelbladet: 1851). Hun var 20 år. Den havde forord af ingen ringere end Johan Ludvig Heiberg).
Set i lyset af den omvæltning, det danske samfund oplevede i 1848-50, var bogens ideer for vidtgående for mange, og den livlige debat, der fulgte i løbet af 1851, fik navnet Clara Raphaelfejden. Selv de negative anmeldere anerkendte Fibigers litterære talent, og selv om forbindelsen til Heiberg blev afbrudt, og Heiberg aldrig forsvarede Fibiger, skaffede bogen hende kontakt med Hans Egede Schack og Meïr Aron Goldschmidt. De havde kritiseret bogen sønderlemmende. Og med N.F.S. Grundtvig, som havde hilst den velkommen som ægte dansk og ægte menneskelig. Mathilde Fibiger bidrog til fejden med to skrifter: et forklarende skrift om kvindefrigørelsen og en novelle, som viste forskellene på de to køns vilkår.
I sine senere bøger En Skizze efter det virkelige Liv (1853), og Minona (1854) tager Fibiger livtag med sin ungdoms radikalitet. Væsentligst er Minona, som med sin komplicerede og højt opspændte incesthistorie er hendes betydeligste litterære værk. Romanen var ingen skandalesucces, kun skandale.
Fibigers skønlitterære forfatterskab blev aldrig fortsat.

## Kvindesagen
Fibigers debutroman, Clara Raphael, havde stor indflydelse på kvindebevægelsen, og derfor regnes hun ofte som Danmarks første kvindesagsforkæmper. Hun blev derfor inviteret til at være medlem af Dansk Kvindesamfund fra dets stiftelse i 1871. Dansk Kvindesamfunds Mathildeprisen er opkaldt efter hende. Den blev oprettet i 1970 og gives til kvinder, mænd, organisationer, virksomheder og andre, der på afgørende måde arbejder for gennemførelsen af den fulde retslige og faktiske ligestilling mellem kvinder og mænd.

### Om Mathilde og Ilia Fibiger
- Margrethe Fibiger (1891), Clara Raphael - Mathilde Fibiger - Et Livsbillede, København: P.G. Philipsens Forlag, Wikidata  Q65525256
- Margrethe Fibiger (1894), Et Kvindeliv. Ilia Fibiger, København: Gyldendal, Wikidata  Q65526142